# Моренные
Моренные — группа островов в Карском море в северной части архипелага Северная Земля (Россия). Административно относятся к Таймырскому Долгано-Ненецкому району Красноярского края.
Расположены в заливе Лабиринт в северо-западной части острова Комсомолец.
Точное количество островов группы подсчитать сложно, из-за того, что всю территорию залива занимает отмель, а размеры некоторых островов совсем малы. Крупнейшие острова группы лежат ближе к выходу из залива и имеют до полутора километров в длину. Все они пологие, максимальная высота — всего 11 метров, сложены песчаниками и галечниками. На бо́льших из них — ряд небольших бессточных озёр, расположенных в основном вдоль береговой линии. Отдельных имён острова не имеют.

## Топографические карты
- Лист карты U-46-XXVIII,XXIX,XXX м. Молотова (Северная Земля). Масштаб: 1 : 200 000. Состояние местности на 1956 год.